# 林美雄アフタヌーン 〜オーレ!チンタラ歌謡族
林美雄アフタヌーン 〜オーレ!チンタラ歌謡族（はやしよしおアフタヌーン オーレチンタラかようぞく）はTBSラジオのラジオ番組。1993年10月4日から1994年9月30日まで放送。通称は「（林美雄の）オレチン歌謡族」「オレチン」。

## 概要
当番組のパーソナリティを務めた林美雄（TBSアナウンサー(当時)）は『パックインミュージック』終了で夜の若者向けの時間帯を退いた後はプロデューサーとして、後輩アナウンサーを育成。新人パーソナリティなど人材の発掘に務め、ナイターオフのラジオ番組『夜はこれから』『ザ・ヒットパレード』を担当していた。当番組で平日帯 昼ワイド番組を初めて担当した。林にとっても自分のキャラクターを出した番組に出演するのは久々であった。
当時、50歳の林が子持ちの親世代リスナーの代表となり「オーレ!」とエールを送るというのが当番組の基本コンセプト。歌謡曲、生活情報を中心に昼にゆったり聞ける番組を目指すといった番組。1993年7月に政界を引退したばかりの浜田幸一のコーナー番組『ハマコーの言いすて御免!』がスタートしたことが話題となった。
1年後の1994年10月より、当番組はリニューアル。番組タイトルを『ダントツ林の午後はどーんとマインド!』に変更した。
直前の時間帯（12:00 - 13:00）は小島一慶がパーソナリティを務める『おまたせ一慶まっぴるま!』を放送。かつての夜ワイド番組『一慶・美雄の夜はともだち』で一緒だった林と小島の番組を続けて編成した。

## 放送時間
- 毎週月曜 - 金曜 13:00 - 16:00

## レギュラー出演者
- パーソナリティ：林美雄（TBSアナウンサー(当時)）
- アシスタント：新井みづほ
- リポーター：羽賀たみこ[3]

## タイムテーブル
（出典：）
- 13:00　オープニング
- 13:10　やじうまトピックス（1994年3月まで）→ 一筆啓上いただきます（1994年4月から）
- 13:20　カルトクイズ千客万来 〜出題（1994年3月まで）→ ラジオで千客万来（1994年4月から）
- 13:25　首都圏 交通情報
- 13:30　一筆啓上いただきます（1994年3月まで）→ 井戸端ジャーナル〜渡る世間に事情通（1994年4月から）
- 13:45　街角なんでもベスト3（1994年3月まで）→ パーソナリティ コーナー（1994年4月から）
- 13:50　交通情報、TBSニュース
- 14:00　2時の自由席
- 14:25　首都圏 交通情報、ダイヤル119番
- 14:30　ハマコーの言いすて御免！
- 14:40　パーソナリティ コーナー
- 14:45　ヒゲタ醤油 まんぷく探偵団
- 14:55　交通情報、TBSニュース
- 15:00　ミュージックプラザ（月、水、木曜）、ミュージックキャラバン（火、金曜）三増紋之助）
- 15:20　日本列島ほっと通信
- 15:25　首都圏 交通情報
- 15:30　カルトクイズ千客万来 〜正解発表（1994年3月まで）→ オレチン野球族（1994年4月から）
- 15:35　太田裕美のチャレンジ親子（1994年4月からは15:45 - 15:55へ放送枠を移動）
- 15:35　パーソナリティ コーナー（1994年4月から）
- 15:45　きょうのまとめニュース（1994年3月まで）
- 15:50　首都圏 交通情報、毎日タウン情報
- 15:55　エンディング

### 上記以外の主なコーナー
- 出前カラオケ一丁
- オレチン歌謡クイズ